# Magelona japonica
Magelona japonica är en ringmaskart som beskrevs av Toru Okuda 1937. Magelona japonica ingår i släktet Magelona och familjen Magelonidae. Utöver nominatformen finns också underarten M. j. koreana.